# Château du Soudun
 (août 2022).
Le château du Soudun est situé sur la commune de Néons-sur-Creuse, à la limite entre cette commune et celle de Lurais.

## Localisation
Établi sur une éminence dominant la vallée de la Creuse, dans une zone frontalière entre Touraine, Berry et Poitou, il est mentionné dès l'an 1000 sous le nom d'Uxellodunium ou Issoudun-sur-Creuse. L'étymologie est identique à celle du nom de la ville d'Issoudun : d'origine celtique, le nom désigne un lieu élevé. Disputé pendant la guerre de Cent Ans, le Soudun est occupé par les troupes du prince noir dans les années 1360. Il a été le siège d’une seigneurie relevant de la baronnie d’Angles-sur-l'Anglin. Cette seigneurie a appartenu au XVe siècle à la famille de Cenis.

## Histoire
Inhabité pendant trois siècles, réduit à l’état de ruine au XIXe siècle, il est devenu une simple exploitation agricole tandis que le château est surnommé la « Tour du diable » par la population locale. Le Soudun est racheté en 1844 par la famille de Louis-Henri Moranvillé (1863-1946), archiviste paléographe et bibliothécaire à la Bibliothèque nationale, qui en hérite en 1911. Ce dernier entreprend de le rebâtir entièrement en suivant une démarche de réinvention archéologique voisine de celle de Viollet-le-Duc. Les travaux se poursuivent jusque vers 1925 et aboutissent à la restitution ou à la reconstruction du donjon, en utilisant notamment des morceaux d’architecture provenant d’autres demeures disparues, en particulier une porte piétonne de style flamboyant provenant du château de Prinçais. 
Le château du Soudun est passé par le mariage d'Anne Moranvillé, la fille de Louis-Henri Moranvillé, avec le onzième duc de Clermont-Tonnerre, dans cette famille de la vieille aristocratie française. 

## Architecture
Aux abords du château, se trouve une chapelle romane voûtée en berceau, restaurée par Moranvillé, dont la toiture est en tuiles rondes : c'est, parmi les bâtiments traditionnels de la région, l'exemple le plus septentrional de ce mode de couverture.  Les bâtiments de la ferme voisine datent du début du XXe siècle. 
Il a été transformé en hôtel en 2004. Le haut donjon circulaire, dominant la vallée de la Creuse, est visible à des kilomètres à la ronde, notamment depuis le pont de Lurais.